# Michelle Castelletti
Michelle Castelletti (* 1974) ist eine maltesische Dirigentin, Komponistin und Sängerin.

## Leben
Michelle Castelletti wurde in eine Künstlerfamilie hineingeboren und erhielt ihre Ausbildung unter anderem an der Universität Malta und der Canterbury Christ Church University. Sie arbeitete unter anderem mit dem Malta Philharmonic Orchestra, dem BBC Philharmonic Orchestra und dem Hallé-Orchester. Am 26. Januar 2017 dirigierte sie die Uraufführung von Reuben Paces Concertino für Gitarre, Cembalo und Orchester im Teatru Manoel im Rahmen des Valletta International Baroque Festivals.
Castelletti war bis 2018 künstlerische Leiterin des Malta Arts Festivals sowie des Royal Northern College of Music. Derzeit (Stand 2024) ist sie Leiterin des Oxford Festival of the Arts.